# Dichaea luerorum
Dichaea luerorum är en orkidéart som beskrevs av Dodson. Dichaea luerorum ingår i släktet Dichaea och familjen orkidéer. Inga underarter finns listade i Catalogue of Life.